# Rolf Wernicke

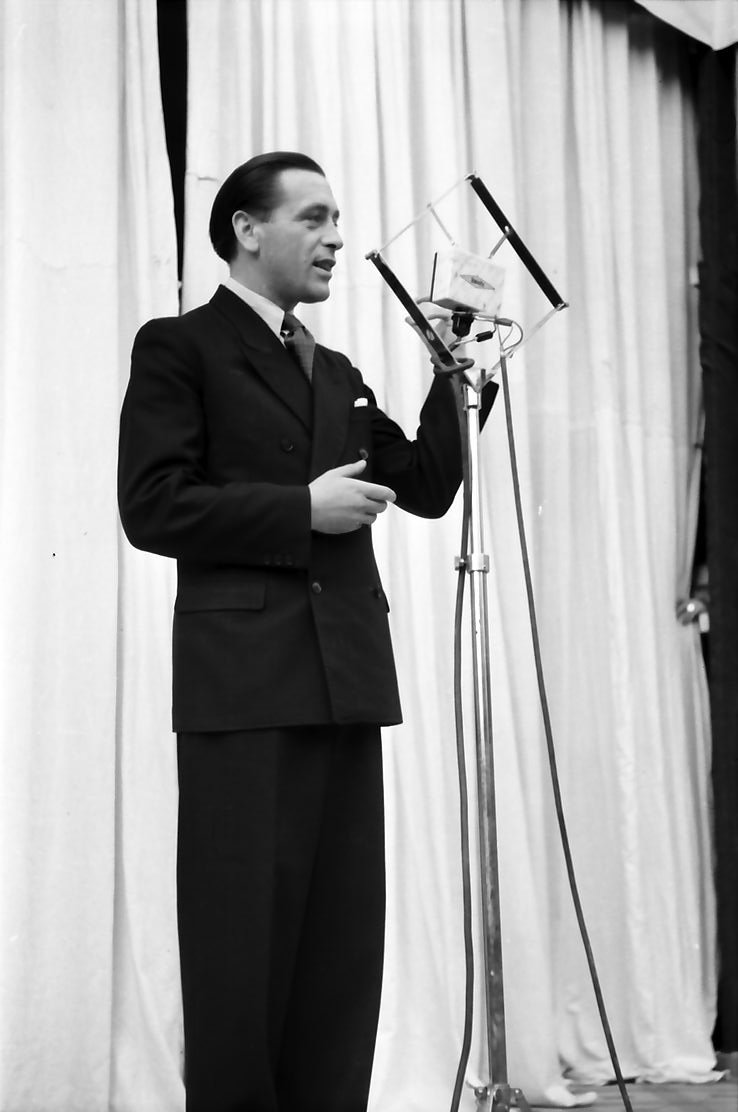
Rolf Wernicke, 1942

Rolf Waldemar Wernicke (* 15. August 1903 in Mülhausen, Reichsland Elsaß-Lothringen; † 8. Januar 1953 in Konstanz) war ein deutscher Sportreporter und Rundfunkjournalist.

## Leben

### Tätigkeiten vor und während des Zweiten Weltkrieges

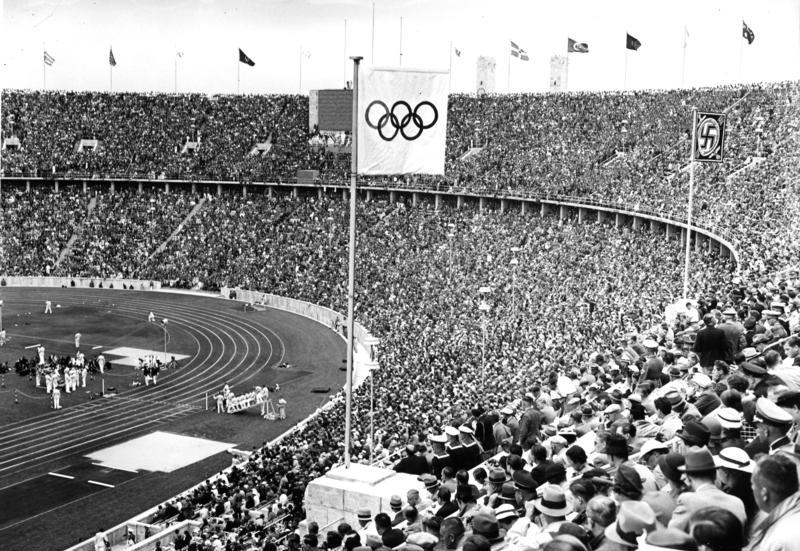
Rolf Wernicke berichtete 1936 als Rundfunkreporter von den Olympischen Sommerspielen in Berlin

Nach Besuch von Oberrealschule und Gymnasium war Rolf Wernicke als Journalist tätig. Im Jahr 1933 nahm er erfolgreich an einem Sprecherwettbewerb der damaligen Reichs-Rundfunk-Gesellschaft teil und wurde daraufhin als Rundfunkreporter übernommen. 1936 erlangte er mit der Übertragung eines Eishockeyspiels bei den Olympischen Winterspielen in Garmisch-Partenkirchen große Popularität bei den Rundfunkhörern. Während der Olympischen Sommerspiele 1936 in Berlin berichtete er unter der Leitung von Bernhard Ernst gemeinsam mit Paul Laven und Roderich Dietze unter anderem von der Eröffnungsfeier der Spiele und den Leichtathletikwettbewerben. So übertrug er den 100-m-Endlauf der Männer mit Jesse Owens. Auch die Machthaber des Dritten Reiches wurden auf Rolf Wernicke aufmerksam und in der Folge reportierte er von allen wichtigen Veranstaltungen (Parteitage, Staatsbesuche etc.) der NS-Diktatur. Zudem leitete er in späteren Jahren die Abteilung Sport bei dem Großdeutschen Rundfunk und war Chefsprecher für den Bereich Sport in der Deutschen Wochenschau. Vereinzelt wurde er auch als Kriegsberichterstatter an der Front eingesetzt.

### Wirken nach 1945
Nach Ende des Zweiten Weltkriegs fand er im Jahr 1946 zunächst eine Tätigkeit als Theaterleiter in Tuttlingen. Trotz seiner prominenten Stellung in den Medien des Dritten Reiches konnte man ihn bereits 1947 als freien Mitarbeiter des Südwestfunks wieder im Rundfunk hören. Er berichtete 1948 als Rundfunkreporter sowohl von den Olympischen Winterspielen in St. Moritz als auch von den Olympischen Sommerspielen in London. Zu den Olympischen Winterspielen 1952 in Oslo wurde er als Spezialist für Eishockey und Bobfahren neben den Nachwuchsreportern Gerd Mehl, Harry Valérien und Udo Hartwig nominiert und bei den Olympischen Sommerspielen in Helsinki erneut als Reporter eingesetzt. Dies obwohl er wegen seiner teilweise martialischen Wortwahl und dem Rückfall in den Duktus der Reportagen aus der NS-Zeit während eines Boxkampfes von Hein ten Hoff und Jersey Joe Walcott 1950 in Mannheim in der zeitgenössischen Kritik stand.

„Beim Schwergewichts-Boxkampf zwischen Hein ten Hoff und Jersey Joe Walcott 1950 in Mannheim reportiert Wernicke live, und er verfällt während des hitzigen Fights in eine schlimme NS-Diktion. 'Der Neger sitzt eiskalt in der Ecke' sagt Wernicke einmal mit Ekel in der Stimme, und dann bezeichnet er ten Hoff als 'unseren Mann'.“

Das Nachrichtenmagazin Der Spiegel sprach von „Wellen künstlicher Aufregung“ und benennt als Quelle der Aufregung den Berliner Rundfunk im amerikanischen Sektor (RIAS). Gleichzeitig war Wernicke zudem auch Vorbild für eine ganze Reportergeneration in Nachkriegsdeutschland.

„Sportreporter im Nazi-Deutschland - Urstimme und Vorbild für viele Reporter der Nachkriegsgeneration.“

Im Jahr 1952 berief der Hessische Rundfunk in Frankfurt Rolf Wernicke zum Leiter der Hauptabteilung „Aktuelles Wort“.

### Filme und Hörspiele
Rolf Wernicke wirkte in einigen Filmproduktionen mit, in denen er entweder einen Reporter verkörperte oder als Sprecher und Kommentator tätig war. Darunter befanden sich der zweiteilige Dokumentarfilm Olympia aus dem Jahr 1938 von Leni Riefenstahl und 1939 der nationalsozialistische Propagandafilm Im Kampf gegen den Weltfeind von Karl Ritter, der heute in Deutschland als Vorbehaltsfilm nur unter strengen Voraussetzungen aufgeführt werden darf.
Man konnte ihn 1938 aber auch in den Unterhaltungsfilmen Anna Favetti von Erich Waschneck mit Brigitte Horney, Mathias Wieman und Karl Schönböck und im Jahr 1942 in Das große Spiel von Robert A. Stemmle mit René Deltgen, Gustav Knuth und Heinz Engelmann als Darsteller sehen.
Er war zudem als Sprecher in zwei Hörspielen tätig. So sprach er in Ernst von Khuons Schritt ins Weltall – Utopie und Wirklichkeit neben Georg Lehn, Kurt Lieck und Hans Timerding.

### Lebensende
Rolf Wernicke verstarb am 8. Januar 1953 im Alter von 49 Jahren in Konstanz an einem Schlaganfall. In einem Nachruf heißt es:

„[…] ein großer Verlust für den Funk, der ihm stets die Berichterstattung über die wichtigsten Sportveranstaltungen übertrug. Und wenn Millionen von Hörern es beklagen, daß Rolf Wernicke nun nicht mehr spricht, so nicht zuletzt darum, weil bei keinem Sprecher so viel von seiner Persönlichkeit wirksam wurde wie bei ihm.“

## Filmografie (Auswahl)
- 1937: Weltraumschiff I startet
- 1938: Anna Favetti
- 1938: Eine Nacht im Mai
- 1938: Olympia (Dokumentarfilm) zwei Teile als Sprecher
- 1939: Mann für Mann
- 1939: Im Kampf gegen den Weltfeind (Dokumentarfilm) als Sprecher
- 1942: Das große Spiel
- 1949: Derby der Pedale – Quer durch Deutschland (Dokumentarfilm) Drehbuch und Kommentar

## Hörspiele
- 1951: Der Goldjunge – Autor: Clifford Odets; Regie: Gert Westphal
- 1951: Schritt ins Weltall – Utopie und Wirklichkeit – Autor: Ernst von Khuon; Regie: Gerd Beermann